# Hadromys yunnanensis
Hadromys yunnanensis е вид бозайник от семейство Мишкови (Muridae).

## Разпространение
Видът е разпространен в Китай (Юннан).